# Anthony Bishop
Anthony Bishop (* 29. September 1971 in Südafrika; † 21. Oktober 2019 in Bryanston) war ein südafrikanischer Schauspieler.
Bishop spielte in Fernsehserien wie Shado's, worin er den „Michael“ für die produzierende SABC3 verkörperte, in einer wiederkehrenden Rolle in der Arztserie Hillside wie auch in Homelands und hatte eine Gastrolle in der kanadischen Serie The Adventures of Sinbad inne. Am bekanntesten ist wohl sein „Prospero Brand“ in Jacob's Cross, der Serie der M-Net Productions, die von 2007 bis 2012 lief.
Seit 1987 wurde Bishop auch für Spielfilme engagiert, in denen der kräftige, braunhaarige Darsteller wichtige Nebenrollen verkörperte. Für die Bühne war er in zahlreichen Stücken, vor allem Shakespeare-Werken, zu sehen.
Bishop starb 2019 bei einem Verkehrsunfall.

## Filmografie (Auswahl)
- 1987: Der Mann im Hintergrund (Someone to Watch Over Me)
- 1999: Operation Delta Force V (Operation Delta Force V: Random Fire)
- 2005: Bermuda Dreieck – Tor zu einer anderen Zeit (The Triangle) Miniserie
- 2008: Starship Troopers 3: Marauder (Starship Troopers 3: Marauder)
- 2014: Black Sails (Fernsehserie)